# Compilation (The Clean)
Compilation è una compilation del gruppo musicale The Clean pubblicato nel 1986 in Nuova Zelanda e nel Regno Unito da Flying Nun Records e in Australia dalla Au Go Go.
Il disco contiene brani già pubblicati come singoli nel 1981 e nel 1982, sui due EP, Boodle Boodle Boodle e Great Sounds Great, e sulla cassetta autoprodotta nel 1983, Odditties; oltre che in New Zealand venne pubblicata anche in Australia, Europa e Regno Unito, dove vendette oltre 7 000 copie; nel 1988 venne pubblicata negli Stati Uniti dalla Homestead Records con sei brani registrati dal vivo.

## Track list
1. "Billy Two"
2. "At the Bottom"
3. "Tally Ho!"
4. "Anything Could Happen"
5. "Point That Thing Somewhere Else"
6. "Flowers"
7. "Fish"
8. "Beatnik"
9. "Getting Older"
10. "''Slug Song"
11. "Oddity"
12. "Whatever I Do"

Bonus track nell'edizione del 1988
1. "Quickstep" - 4:11
2. "Count to Ten" - 2:03
3. "Wild Western Shores" - 2:41
4. "Art School" - 2:15
5. "Hold onto the Rail" - 2:59
6. "Point That Thing Somewhere Else (A Return)" - 6:39